# Monarrhenus salicifolius
Monarrhenus salicifolius, tiếng Pháp gọi là Bois de Chenilles, là một loài thực vật có hoa thuộc họ Asteraceae.
Đây là loài đặc hữu của quần đảo Mascarene: Mauritius và Réunion.
Môi trường sống tự nhiên của chúng là các vách đá.